# Bali Air
Bali Air war eine indonesische Fluggesellschaft, die ihren Betrieb 2006 eingestellt hat.

## Geschichte
Bali Air wurde 1973 unter dem Namen Nusantara Air Service als Tochterunternehmen der Fluggesellschaft Bouraq Indonesia Airlines gegründet. Die Aufnahme des Flugbetriebs erfolgte im selben Jahr mit zwei Britten-Norman BN-2 Islander und zwei Fokker F-27 von Jakarta nach Surabaya, Bandung und Semarang. Am 21. Mai 1974 änderte das Unternehmen seinen Namen offiziell um in Bali International Air Service und setzte seine Flugzeuge anschließend unter dem Markenauftritt Bali Air auf einem regionalen Linienstreckennetz sowie auf Charterflügen ein.
Ende der 1970er-Jahre wurde Balikpapan zum Heimatflughafen der Gesellschaft. Zeitgleich ersetzte das Unternehmen seine Fokker F-27 durch weitere Britten-Norman Islander und gebraucht erworbene Britten-Norman Trislander.
Die Gesellschaft baute ihre Flotte Anfang der 1980er-Jahre mit Maschinen des Typs CASA-Nurtario 212-100 weiter aus. Im Jahr 1985 wurde Banjarmasin zum neuen Heimatflughafen der Bali Air. Anfang 2001 erhielt die Gesellschaft ihr erstes Düsenflugzeug, eine Fokker F28. Im selben Jahr wurden die Britten-Norman Islander und Trislander durch größere Maschinen des Typs Hawker-Siddeley (BAe) HS 748 ersetzt, die von der Muttergesellschaft übernommen wurden. Zudem erweiterten zwei geleaste Boeing 737-200 die Flotte. Ende 2002 trennte sich Bouraq Indonesia Airlines von ihrem Tochterunternehmen Bali Air, das danach seine operative Basis auf den Flughafen Soekarno-Hatta verlegte. Parallel dazu erhielten die Flugzeuge eine Farbgebung im neuen Corporate Design der Gesellschaft.
Bali Air stellte ihre Aktivitäten im Februar 2006 wegen finanzieller Problemen ein. Im Jahr 2007 wurden Gespräche mit Investoren aus Malaysia und dem Mittleren Osten über eine Beteiligung an dem Unternehmen geführt. Eine Wiederaufnahme des Flugbetriebs erfolgte jedoch nicht.

## Flotte

### Flotte bei Betriebseinstellung
Zum Zeitpunkt der Betriebseinstellung bestand die Flotte der Bali Air aus vier Hawker-Siddeley (BAe) HS 748 und einer Boeing 737-200.

### Zuvor eingesetzte Flugzeuge
- Britten-Norman BN-2 Islander
- Britten-Norman Trislander
- Cessna 404
- Douglas DC-3
- Fokker F-27-100 und F-27-200
- Fokker F28-4000
- Hawker-Siddeley HS 748 Serie 2A und 2B
- CASA-Nurtario (IPTN) C-212-100

## Zwischenfälle
Die Gesellschaft verzeichnete acht Zwischenfälle mit Totalverlust des Flugzeugs, davon vier mit insgesamt 50 Todesopfern.
- Am 4. November 1976 schlug eine Fokker F-27-100 (Kennzeichen: PK-KFR) etwa 860 Meter vor der Landebahn des Flughafens Balikpapan auf. Die Besatzung hatte zuvor die Leistung der Triebwerke mehrfach abrupt verändert, wodurch der Propeller des rechten Triebwerks automatisch in Segelstellung gebracht wurde. Bei dem Unfall kamen 25 der 33 Passagiere sowie vier der fünf Besatzungsmitglieder ums Leben.[7]
- Am 30. Dezember 1976 wurde eine Britten-Norman BN-2 Islander (PK-KNC) als Totalverlust abgeschrieben. Über den Zwischenfall liegen keine weiteren Informationen vor.[8]
- Am 10. Januar 1977 musste eine Britten-Norman Trislander (PK-KTD) nach einem Zwischenfall in Samarinda als Totalverlust verbucht werden. Über die Art des Zwischenfalls liegen keine Informationen vor.[9]
- Am 26. April 1979 hat die Gesellschaft eine Britten-Norman BN-2A-21 Islander (PK-KNG) als Totalverlust abgeschrieben. Über den Zwischenfall liegen keine genauen Informationen vor.[10]
- Am 8. April 1980 kam eine Britten-Norman Trislander (PK-KTI) auf dem Flughafen Balikpapan von der Startbahn ab, wobei zwei der sieben Insassen das Leben verloren.[11]
- Am 5. August 1983 verunglückte eine Britten-Norman BN-2A-21 Islander (PK-KNF) auf einem Frachtflug nahe der Ortschaft Bula auf der Insel Seram. Die beiden Piloten kamen ums Leben.[12]
- Am 12. Mai 1985 wurde eine Britten-Norman BN-2A-21 Islander (PK-KNE) nach einem Zwischenfall auf den Molukken als Totalverlust abgeschrieben. Über die Art des Vorfalls liegen keine Informationen vor.[13]
- Am 25. Oktober 1991 verschwand eine Britten-Norman Trislander (PK-KTC) auf der Insel Borneo spurlos. Der Pilot war angewiesen worden, vor der Landung in Sampit, Provinz Kalimantan Tengah, eine wetterbedingte Warteschleife zu fliegen. Die Maschine verunglückte vermutlich nahe der Ortschaft Tumbang Miri, allerdings konnte man weder das Wrack noch sonstige Spuren des Flugzeugs oder seiner Insassen finden. Neben dem Piloten befanden sich 16 Passagiere an Bord.[14]